# Lorna Doone
orna Doone er en britisk stumfilm fra 1912 af Wilfred Noy.